# بيركولوزوا
بيركولوزوا (بالإنجليزية: Percolozoa)‏ هي شعبة من مملكة لجفاوات، وهي مجموعة من الأوليات عديمة اللون، وتحتوي على العديد من التحولات بين كيسية (بالإنجليزية: encysted)‏ ومتموريات الحركة (بالإنجليزية: amoeboid)‏ والسوطيات (بالإنجليزية: Flagellate)‏.